# Nucleo di Fredholm
In matematica, un nucleo di Fredholm è un tipo di nucleo integrale definito su uno spazio di Banach, ed associato ad uno o più operatori nucleari. Si tratta di uno degli elementi principale della teoria di Fredholm, parte della quale è stata sviluppata da Alexander Grothendieck e pubblicata nel 1955.

## Definizione
Sia {\displaystyle B} uno spazio di Banach e {\displaystyle B^{*}} il suo duale, ovvero lo spazio dei funzionali lineari limitati definiti su {\displaystyle B}. Il prodotto tensoriale {\displaystyle B^{*}\otimes B} è uno spazio completo con la norma:
{\displaystyle \Vert X\Vert _{\pi }=\inf \sum _{\{i\}}\Vert e_{i}^{*}\Vert \Vert e_{i}\Vert }
dove l'estremo inferiore è valutato considerando tutte le rappresentazioni finite:
{\displaystyle X=\sum _{\{i\}}e_{i}^{*}e_{i}\in B^{*}\otimes B}
Il completamento con tale norma è anche denotato come:
{\displaystyle B^{*}{\widehat {\,\otimes \,}}_{\pi }B}
ed è chiamato prodotto tensoriale topologico proiettivo. Un nucleo di Fredholm è un elemento di tale spazio.

## Proprietà
Ogni nucleo di Fredholm {\displaystyle X} possiede una rappresentazione nella forma:
{\displaystyle X=\sum _{\{i\}}\lambda _{i}e_{i}^{*}\otimes e_{i}}
con {\displaystyle e_{i}\in B} e {\displaystyle e_{i}^{*}\in B^{*}} tali che {\displaystyle \Vert e_{i}\Vert =\Vert e_{i}^{*}\Vert =1} e:
{\displaystyle \sum _{\{i\}}\vert \lambda _{i}\vert <\infty }
Ad ogni nucleo si può associare l'operatore lineare:
{\displaystyle {\mathcal {L}}_{X}:B\to B}
la cui rappresentazione canonica è:
{\displaystyle {\mathcal {L}}_{X}f=\sum _{\{i\}}\lambda _{i}e_{i}^{*}(f)\otimes e_{i}}
Inoltre, si può associare una traccia, data da:
{\displaystyle {\mbox{tr}}X=\sum _{\{i\}}\lambda _{i}e_{i}^{*}(e_{i})}

### Nucleip-sommabili
Un nucleo di Fredholm è detto p-sommabile se:
{\displaystyle \sum _{\{i\}}\vert \lambda _{i}\vert ^{p}<\infty }
ed è detto essere di ordine q se q è l'estremo inferiore di {\displaystyle 0<p\leq 1} per tutti i p che rendono il nucleo p-sommabile.

## Operatori di classe traccia su spazi di Banach
Un operatore {\displaystyle {\mathcal {L}}:B\to B} è detto operatore nucleare o di classe traccia se esiste un nucleo di Fredholm {\displaystyle X\in B^{*}{\widehat {\,\otimes \,}}_{\pi }B} tale che {\displaystyle {\mathcal {L}}={\mathcal {L}}_{X}}. Un tale operatore è p-sommabile e di ordine q se lo è {\displaystyle X}. In generale, ci può essere più di un {\displaystyle X} associato ad un operatore di classe traccia, sicché la traccia non è univocamente definita. Tuttavia, se {\displaystyle q\leq 2/3} allora la traccia è unica, come stabilito dal teorema di Grothendieck.
Uno spazio di Fréchet in cui ogni funzione limitata a valori in uno spazio di Banach è di classe traccia viene detto spazio nucleare.

### Teorema di Grothendieck
Se {\displaystyle {\mathcal {L}}:B\to B} è un operatore di ordine {\displaystyle q\leq 2/3} allora si può definire una traccia:
{\displaystyle {\mbox{Tr}}{\mathcal {L}}=\sum _{\{i\}}\rho _{i}}
dove {\displaystyle \rho _{i}} sono gli autovalori di {\displaystyle {\mathcal {L}}}. Inoltre, il determinante di Fredholm:
{\displaystyle \det \left(1-z{\mathcal {L}}\right)=\prod _{i}\left(1-\rho _{i}z\right)}
è una funzione intera di z, e vale la formula:
{\displaystyle \det \left(1-z{\mathcal {L}}\right)=\exp {\mbox{Tr}}\log \left(1-z{\mathcal {L}}\right)}
Inoltre, se {\displaystyle {\mathcal {L}}} è parametrizzato da qualche numero complesso {\displaystyle w}, ovvero {\displaystyle {\mathcal {L}}={\mathcal {L}}_{w}}, e se la parametrizzazione è olomorfa su qualche dominio, allora:
{\displaystyle \det \left(1-z{\mathcal {L}}_{w}\right)}
è olomorfa nello stesso dominio.